# 비다레코드

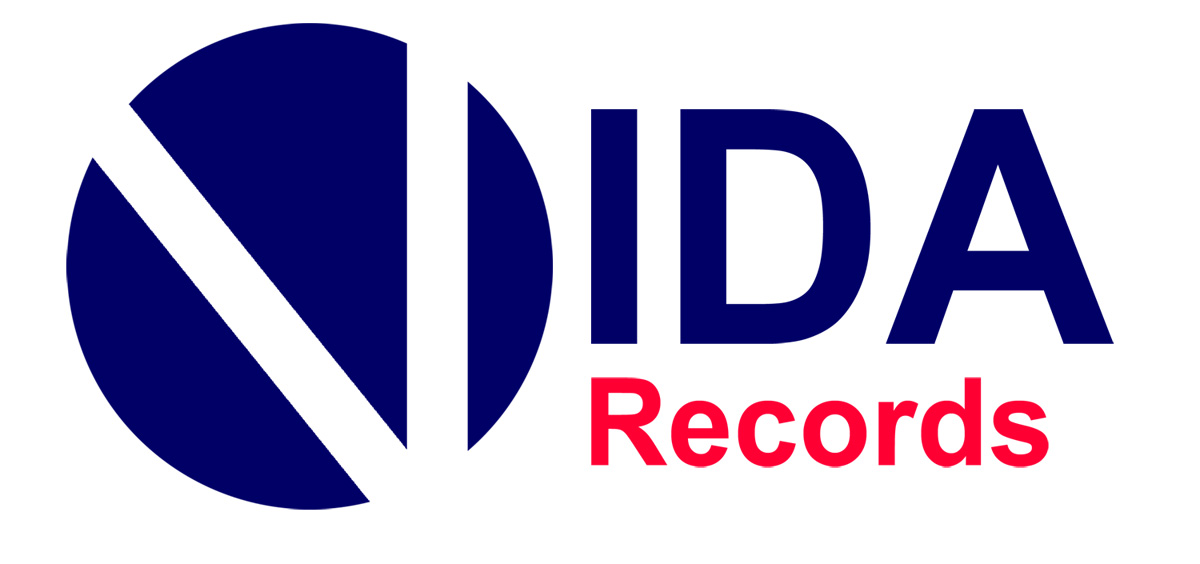

비다레코드(VIDA Records)는 한국 안팎의 음원 유통, 음원 라이선싱을 하는 (주)프로시마뮤직엔터테이먼트 산하의 레이블이다. 킹레코드와 파트너십을 구축하고 있다.

## 주요사업
- 음반발매(manufacturing physical records) : 기획 및 제작
- 음원유통(Distribution) : 온라인 및 오프라인 음원의 유통
- 라이센싱(Licensing) : 해외음반 라이센싱
- 프로모션(Promotion) : 관리 악곡에 대한 다양한 프로모션